# Callicarpa japonica
Pour les articles homonymes, voir Murasaki Shikibu (homonymie).
Espèce
Classification APG III (2009)
Callicarpa japonica est une espèce de plantes à fleurs appelée callicarpe, de la famille des Lamiaceae. C'est un arbuste originaire de Chine, de Corée et du Japon.

## Description
C'est un arbuste ramassé portant des fruits violacés, dont les feuilles sont colorées en automne, utilisé comme plantes ornementales. Les fruits ne sont pas comestibles, mais les feuilles peuvent être utilisées en tisane.
L'une de ses variétés (callicarpa murasakii) est appelée Murasaki Shikibu (ムラサキシキブ) au Japon, en l'honneur de la femme de lettres Murasaki-Shikibu.

## Liste des variétés
Selon World Checklist of Selected Plant Families (WCSP) (27 sept. 2011) :
- Callicarpa japonica var. japonica, dont les pédoncules ont une longueur égale ou supérieure à celle des pétioles ;
- Callicarpa japonica var. luxurians Rehder, dont les pédoncules ont une longueur inférieure à celle des pétioles.

## Galerie

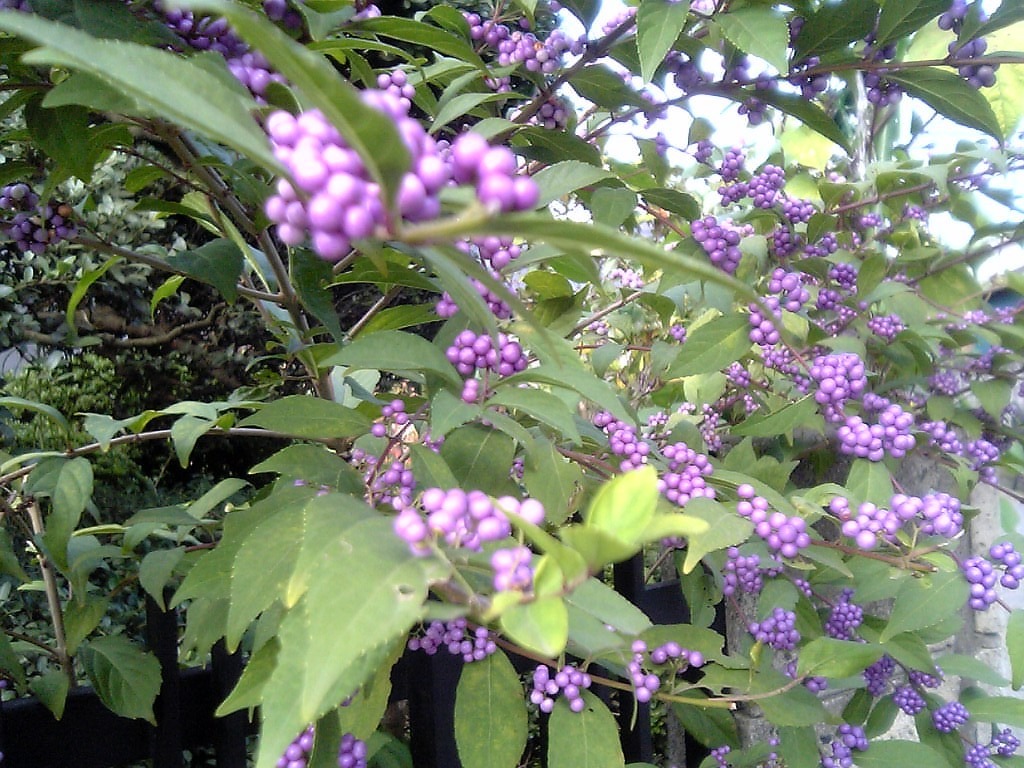
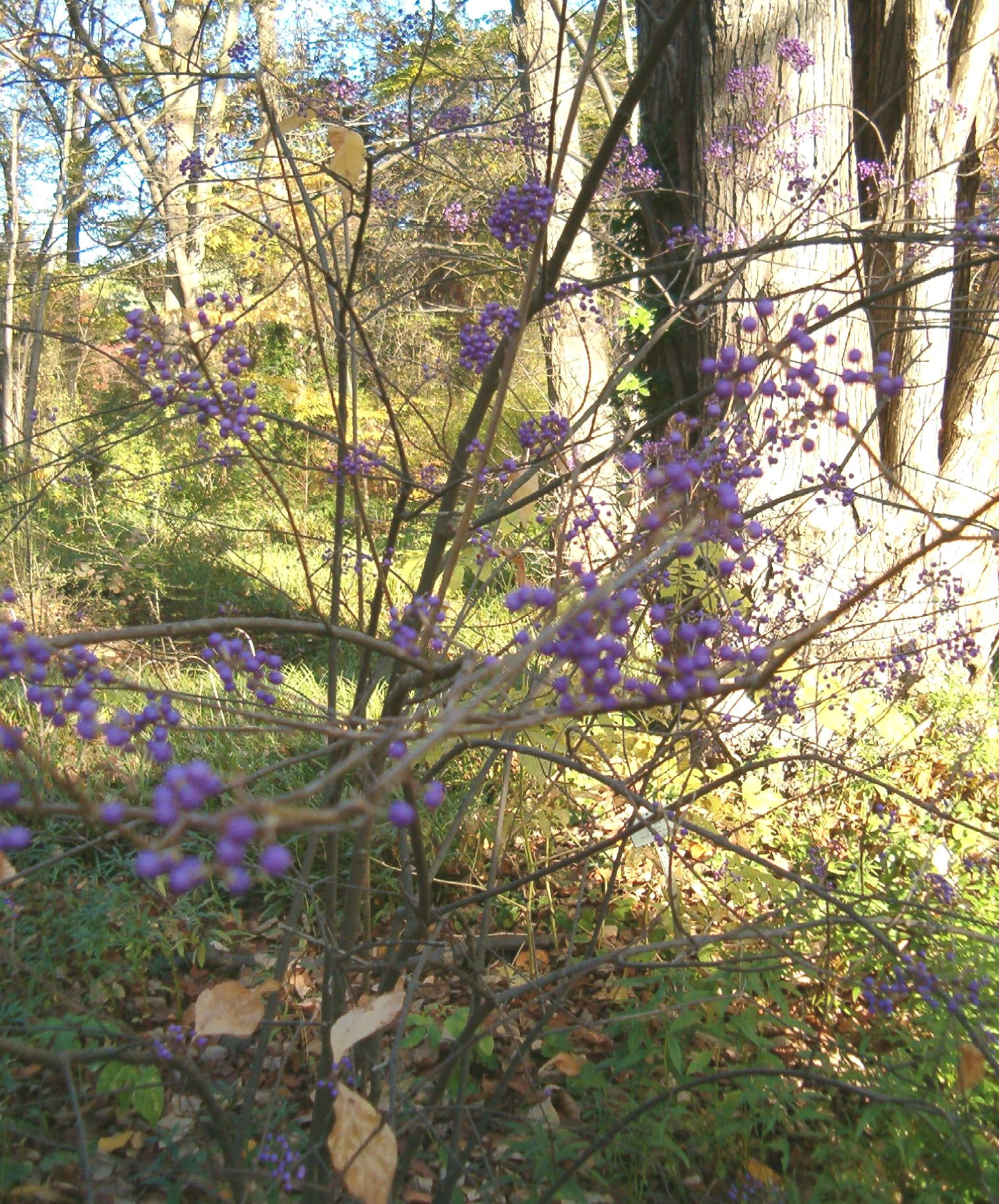
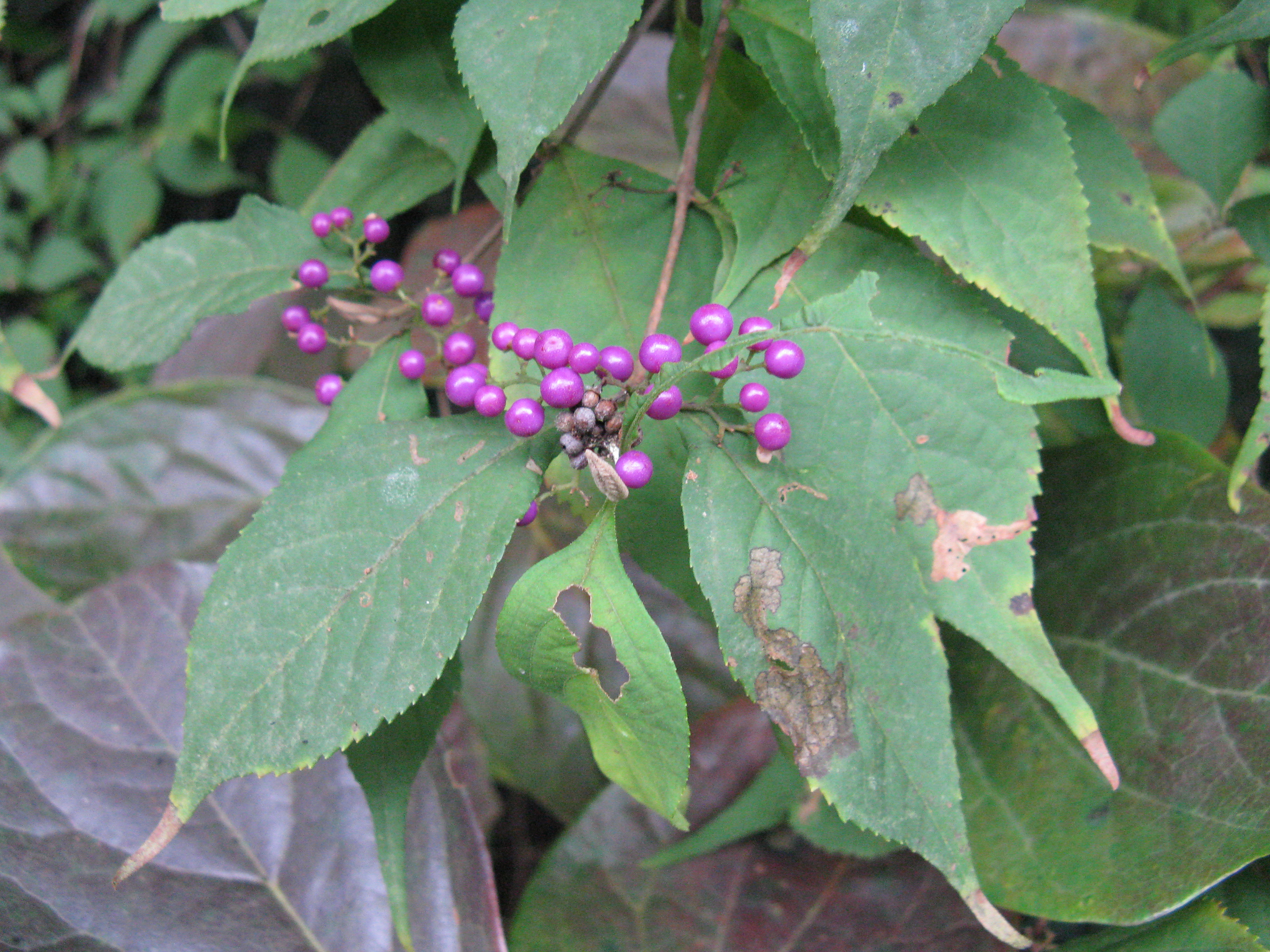